# I Have Nothing
| Оценки критиков | Оценки критиков |
| Источник        | Оценка          |
| --------------- | --------------- |
| AllMusic        | [ 1 ]           |

«I Have Nothing» — песня американской певицы Уитни Хьюстон из фильма «Телохранитель» (1992). Сначала её можно было купить на альбоме-саундтреке к этому фильму, а 20 февраля 1993 года песня вышла и отдельным синглом. Это был третий сингл с вышеназванного альбома, после «I Will Always Love You» и «I’m Every Woman».

## Мнения критиков
Джеймс Т. Джонс из газеты USA Today описал песни «I Have Nothing» и «Run to You» как «захватывающие баллады, питаемые оперным колоратурным альто». Похожий отзыв оставил и Стивен Холден из New York Times, написав, что эти две песни — «звучные стандартные баллады, к которым Хьюстон применяет свою обычную мощнейшую подачу». Стивен Томас Эрлевайн с сайта AllMusic в своей рецензии 2000-х годов на саундтрек в фильму «Телохранитель» назвал песню «I Have Nothing» «первоклассной песней в жанре урбанистического попа, которая умело демонстрирует Хьюстон на пике своей формы». Чак Тейлор из Billboard в своей статье о Бритни Спирс в номере от 24 октября 1998 года описал песню как «напыщенную и ультра-сложную». Джеймс Монтгомери с MTV назвал песню «недосягаемой». А Ян Де-Нок из Chicago Tribune просто назвал её «ещё одной потрясной балладой» с саундтрека к «Телохранителю».

## Приём публики и награды
Песня «I Have Nothing» была номинирована на премию «Оскар» в категории «Лучшая оригинальная песня» (церемония прошла 29 марта 1993 года). Кроме того, авторы Дэвид Фостер и Линда Томпсон удостоились номинации на «Грэмми» в категории «Лучшая песня, написанная специально для кино, телевидения или другого носителя визуальной информации» (церемония прошла 1 марта 1994 года). Песня также была номинирована на Soul Train Music Award за «Лучший ритм-энд-блюзовый сингл, женщины», где проиграла песне «Breathe Again» в исполнении Тони Брэкстон (церемония прошла 15 марта 1994 года). И, наконец, Фостер и Томпсон получили за неё премию BMI Film & Television Award в категории «Самая исполняемая песня из кинофильма» (церемония прошла 17 мая 1994 года).